# Cherry Falls
Cherry Falls és una pel·lícula estatunidenca dirigida per Geoffrey Wright, estrenada el 2000. Ha estat doblada al català.

## Argument
Cherry Falls, a Virginia, és una petita ciutat tranquil·la i plàcida fins al dia que dos adolescents són trobats morts en un cotxe. És obra d'un assassí en sèrie que té com a objectiu els joves de l'institut.
Portant la investigació, el xèrif Brent Marken, preocupat per la seguretat dels adolescents, com la de la seva filla Jody, descobreix que totes les víctimes són verges. Aquesta se sent molt afectada per aquests homicidis i decideix agafar-se les coses pel seu compte amb la finalitat de descobrir la identitat de l'assassí.

## Repartiment
- Brittany Murphy: Jody Marken
- Jay Mohr: Leonard Marliston
- Michael Biehn: el xèrif Brent Marken
- Jesse Bradford: Rod Harper
- Candy Clark: Marge Marken
- Amanda Anka: Diputat Mina
- Joe Inscoe: el principal Tom Sisler
- Gabriel Mann: Kenny Ascott
- Natalie Ramsey: Sandy
- Douglas Spain: Mark
- Bre Blair: Stacy Twelfmann
- Kristen Miller: Cindy
- Michael Weston: Ben
- Keram Malicki-Sánchez: Timmy
- Joannah Portman: Sharon

## Al voltant de la pel·lícula
- El rodatge es va desenvolupar a Dinwiddie, Petersburg, Richmond i Warrenton, a Virgínia.
- Inicialment previst per sortir en sales, i atès que algunes escenes són particularment violentes, el film va ser sotmès cinc vegades a la MPAA, abans de rebre la classificació Restricted (els menors de menys de 17 anys han d'anar acompanyats d'un adult). El distribuïdor americà finalment es fa enrere i el film va ser primerament difós a la televisió en un muntatge extremadament censurat, per a continuació sortir directament en vídeo. El film tanmateix va tenir una explotació en sales a certs països com el Regne Unit o Alemanya.[3]
- El títol Cherry Falls fa referència a la pèrdua de la virginitat.

## Banda original
- Sleep Together, interpretat per Garbage
- Little Things, interpretat per Good Charlotte
- How Soon Is Now?, interpretat per Snake Reblar Conspiracy
- Fader, interpretat per Drugstore
- Mouse in the Moon, interpretat per Peter Bradley Adams
- Faceless, interpretat per Bernhard Locker

## Premis i nominacions
- Premi al millor realitzador i nominació al premi al millor film, en el Festival Internacional de Cinema Fantàstic de Catalunya l'any 2000.